# Adapt or Die: Ten Years of Remixes
Adapt Or Die: Ten Years Of Remixes — сборник ремиксов композиций группы Everything but the Girl, выпущенный 14 марта 2005 года.

## Отзывы критиков
Сборник получил положительные отзывы музыкальных критиков. Энди Келлман, рецензент сайта Allmusic.com, оценил диск в четыре балла из пяти и отметил, что все ремиксы весьма хорошо сделаны, а в целом Adapt or Die слушается как полноценный альбом. Келлман также указал на широкое жанровое разнообразие композиций, включающих элементы хауса, трип-хопа и R&B.

## Список композиций
1. Mirrorball (DJ Jazzy Jeff Full Sole Remix) (4:27)
2. Before Today (Adam F Remix) (4:16)
3. Missing (CL McSpadden Unreleased Powerhouse Mix) (6:17)
4. Corcovado (Knee Deep Remix/Ben Watt Vocal Re-Edit)(6:20)
5. Rollercoaster (King Britt Scuba Mix) (5:20)
6. Downhill Racer (Kenny Dope Remix) (3:33)
7. Single (Brad Wood Memphis Remix) (4:44)
8. Walking Wounded (Dave Wallace Remix) (8:17)
9. Five Fathoms (Kevin Yost Un-released Groove Mix/Ben Watt Edit) (7:07)
10. Lullaby Of Clubland (Jay 'Sinister' Seale’e Remix) (6:49)
11. Temperamental (Pull Timewarp Remix) (6:01)
12. Blame (Fabio Remix) (6:07)
13. Wrong (Todd Terry Un-released Freeze Mix) (5:40)
14. Driving (Acoustic Mix) (2:28)